# Orlando (film)
Orlando – brytyjski film kostiumowy z 1992 roku w reżyserii Sally Potter, zrealizowany na podstawie powieści Virginii Woolf o poetycko poprowadzonej fabule, którego tematem jest poszukiwanie własnej tożsamości. Zdjęcia kręcono w Londynie, pałacu Blenheim, Petersburgu i Chiwie (Uzbekistan).

## Fabuła
Akcja rozpoczyna się na początku XVII w. – Orlando, młodzieniec z arystokratycznego rodu, zostaje obłożony przez królową Elżbietę I klątwą bycia młodym na wieki. Fabuła toczy się przez cztery stulecia, w połowie której młody Orlando staje się kobietą.

## Nagrody
- 1993:
  - dla Sally Potter Europejska Nagroda Filmowa "Felix" za najlepszy film
  - dla Tildy Swinton nominacja do Europejskiej Nagrody Filmowej "Felix" dla najlepszej aktorki
- 1994:
  - dla Bena van Os nominacja do Nagrody Amerykańskiej Akademii Filmowej za najlepszą scenografię
  - dla Jana Roelfsa nominacja do Nagrody Amerykańskiej Akademii Filmowej za najlepszą scenografię
  - dla Sandy Powell nominacja do Nagrody Amerykańskiej Akademii Filmowej za najlepsze kostiumy
  - dla Sandy Powell nominacja do nagrody BAFTA za najlepsze kostiumy
  - dla filmu nagroda BAFTA za najlepszą charakteryzację